# Agorafobija
Agorafobija je izraz za strah pred odprtimi prostori. Človeka s problemom agorafobije je strah tudi povsod, kjer lahko pride do »impulza«, tj. na vseh mestih, kjer se lahko pojavi situacija: doma, v službi, v nakupovalnih centrih, ... 
Bolnik z agorafobijo se začenja izogibati vsem prostorom, ki ga lahko povezujejo na anksiozni občutek. Tak bolnik se začne izogibati tudi vožnji, potovanjem, osamljenosti, srečanjem, nakupovanju, prostorom, polnim ljudi in ostalim podobnim situacijam. Ob pojavu anksioznosti lahko pride do izgube samokontrole. Zaradi stalnega soočanja s situacijami zgoraj napisanega tipa, postaja vse bolj težavna socializacija, obenem pa ogromno energije potroši na račun skrivanja svoje stiske.